# Pagani (výrobce aut)
Pagani Automobili S.p.A. je italský výrobce sportovních aut. Společnost byla založena roku 1992 a sídlí v San Cesario sul Panaro, poblíž Modeny. Pagani ročně vyrobí asi 30 kusů.

## Historie
Horacio Pagani, který dříve řídil jedno z oddělení firmy Lamborghini, založil roku 1988 Pagani Composite Research. Tahle nová společnost spolupracovala s Lamborghini na mnoha projektech, včetně rekonstrukce modelu 25th Anniversary Countach, Lamborghini P140 a Diablo. Koncem osmdesátých let začalo Pagani navrhovat vlastní auta, jako "C8 Project".
Roku 1992 začala konstrukce prototypu Fangio F1 a v roce 1993 bylo auto testováno ve větrném tunelu (s pozitivními výsledky). Roku 1994 souhlasil Mercedes-Benz se zásobováním firmy motory V12.
Konečný model byl pojmenován Zonda C12; jméno Fangio F1 se zrušilo z úcty k Fangiovi, který zemřel roku 1995.
Roku 2005 oznámili, že v příštích třech letech třikrát navýší produkci.

## Pagani Zonda
Nejznámější model, který vyrobili (Zonda), je poháněný motorem V-12 DOHC. Tento motor vyrábí divize Mercedes-AMG. Design byl inspirován stíhacím letounem a slavnými auty Sauber-Mercedes Silver Arrow Group C. Má několik specifických prvků, jako kulatý výfuk ze čtyř trubicí. Byl představen  roku 1999 na Geneva motor show ve Švýcarsku. Původních kusů bylo vyrobeno pouze 5 (s testovacím 6).
V roce 2002 byla představena Zonda S s větším 7,3 litrovým motorem V12. ABS a ASR se tímto modelem stalo standardem všech vozů Pagani.
O rok později v roce 2003 Pagani představilo kabrio verzi Zondy, Pagani Zondu Roadster. Celkem bylo vyprodukováno 40 roadsterů.
V roce 2005 byla odhalena Zonda F (F znamená Fangio), mělo jít o dosud nejrychlejší a nejvýkonnější Zondu, s limitovanou výrobou o 25 kusech.
Roku 2006 následovala verze Zonda Roadster F, kombinace Zondy Roadster a Zondy F.
Na ženevském autosalonu v roce 2007 odhalili Zondu R, model navržen výhradně pro jízdu na závodním okruhu.
Další model byl pojmenován Zonda Cinque (v italštině "pět"), bylo vyrobeno 5 kusů všechny na požadavek dealera Pagani v Hongkongu. Cinque je v podstatě silniční Huayra R.
Zonda Cinque Roadster je kabrio verze Zondy Cinque, taktéž bylo vyrobeno jen 5 kusů.
Další upravený model je Zonda Tricolore. Postavených na počest italského akrobatického týmu Frecce Tricolori. Původní plán byl vyrobit pouze jeden exemplář, avšak nakonec byli tři.

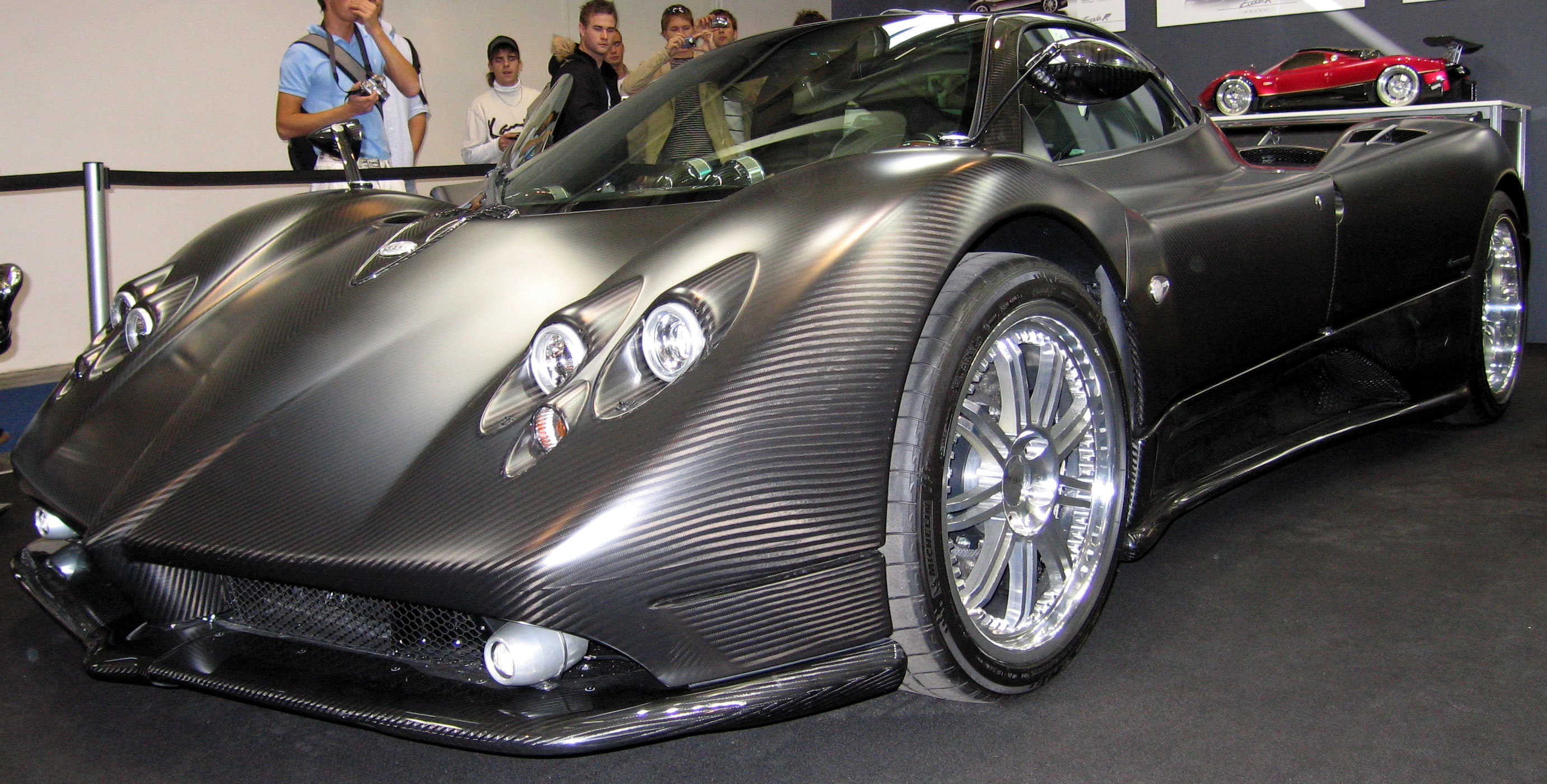
Zonda F

Edice z roku 2011, Zonda Revolución je vylepšená Zonda R.

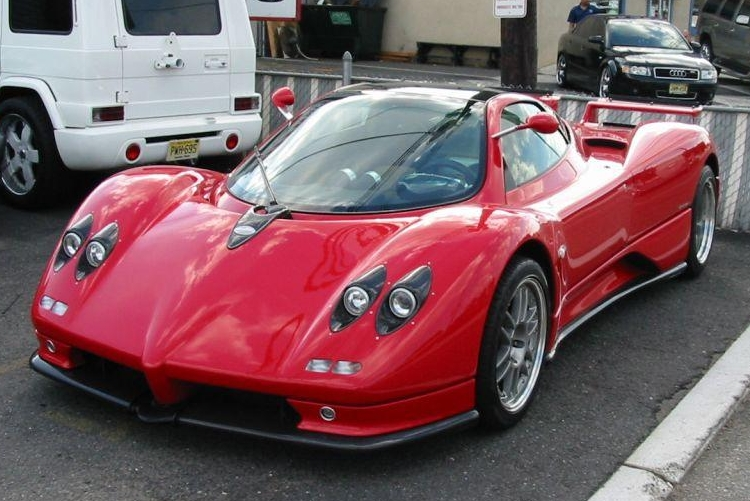
Zonda

Poslední verzí je Zonda HP Barchetta z roku 2017(HP znamená Horacio Pagani). Nechal si ji postavit přímo Horacio Pagani jako dárek ke svým 60 narozeninám. Vůz vznikl ve 3 exemplářích a v době svého představení šlo o nejdražší automobil na světe s cenovkou 17,5 mil. eur (cca 430 mil Kč).

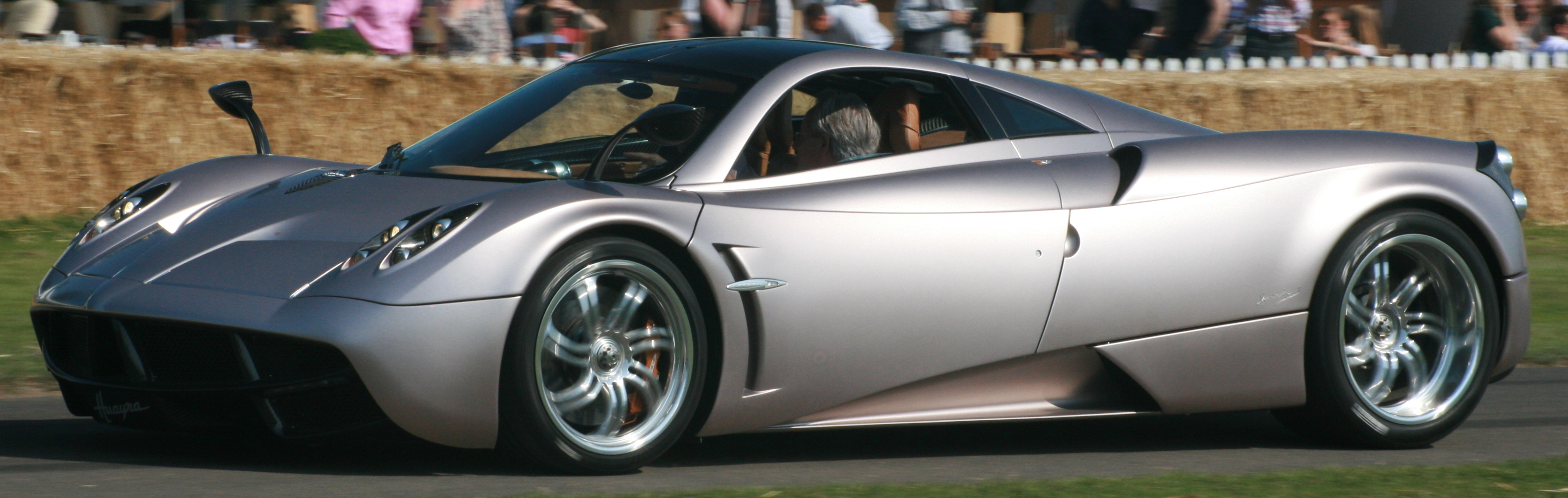
Huayra

## Pagani Huayra
Začátkem roku 2011 Pagani představil nástupce Zondy, jménem Huayra (podle jednoho kmene je to bůh větru), který je podobný Zondě, ale liší se např. ve způsobu otevírání dveří. Design je dle slov Horacia Paganiho inspirován fascinací z letu, prvku vzduchu a větru. Má motor V12 od Mercedesu o výkonu 730 koní a obsahu 6,0 litru a se dvěma turby. Cena měla být okolo 1 milionu liber (cca 29 milionů korun).
V roce 2016 byla odhalena ostřejší verze Huayry, Pagani Huayra BC. BC znamená Benny Caiola - vůbec první zákazník Pagani.
V roce 2017 byla odhalena nová verze Huayra Roadster v počtu 100 kusů. Automobil bylo možné objednat s plátěnou nebo karbonovou střechou.
V roce 2019 byla odhalena nová verze Huayra Roadster BC. Počet kusů je omezen na 40. Kus by měl vyjít na 3,5 mil eur (85 mil Kč).
V březnu 2021 Pagani odhalilo závodní verzi Huayra R. Tato verze je určena pouze pro jízdu na závodním okruhu, protože není schválena pro jízdu na silnici. S Huayrou R není možné jezdit na některých okruzích, překračuje totiž hlukové limity. Vůz vznikl jen ve 30 exemplářích. Cena startuje na 2,6 milionu eur (68 mil Kč).

## Pagani Codalunga
V čerevnci roku 2022 Pagani představilo model Codalunga (v italštině "dlouhý ocas"). Codalunga je postavena  na základě Huayry. Vývoj dostala na starosti speciální diveze Grandi Complicazioni. Oproti Huayře má upravený, jednodušší design a protáhlou zadní část. Pro Pagani byly inspirací sportovní vozy ze 60. let. Celkem bude vyrobeno pouze 5 kusů s cenou 7,5 mil. euro (asi 180 milionů korun).

## Pagani Utopia
Dne 12. září 2022 byl na světové premiéře v Miláně představen nový model, nástupce Huayry s názvem Utopia. Utopia kombinuje design Huayry i Zondy.  Nový hypersport pohání přeplňovaný dvanáctiválec o výkonu 864 koňských sil a točivým momentem 1100nm, vyvinutý ve spolupráci s Mercedes-AMG. Hmotnost činí 1280kg a to zejména díky karoserii vyrobené výhradně z uhlíkových vláken. Motor je doplněn o sedmi stupňovou manuální, či automatickou převodovku. Ve srovnání s Huayrou má prvky aktivní aerodynamiky pouze na zádi. Produkce je omezena na 99 kusů, cena startuje na 2,2 milionu eur (cca 53 mil. Kč).